# Trapelus boehmei
Trapelus boehmei là một loài thằn lằn trong họ Agamidae. Loài này được Wagner, Wilms & Schmitz mô tả khoa học đầu tiên năm 2011.